# Joseph Schmidlin

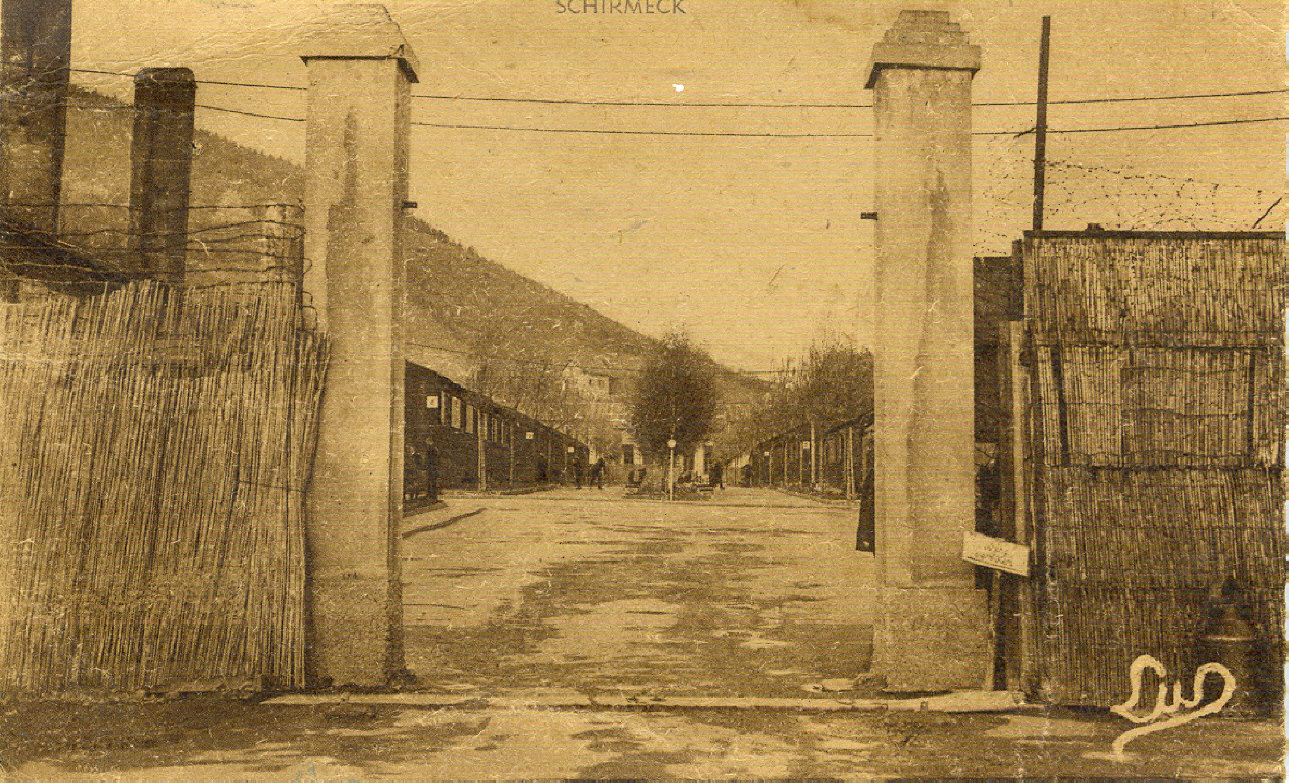
Lägret där Schmidlin slutade sina dagar.

August Joseph Schmidlin, född 29 mars 1876 i Kleinlandau i Elsass, död 10 januari 1944 i ett nazistiskt "säkerhetsläger" vid Schirmeck i Elsass, var en tysk romersk-katolsk kyrkohistoriker.
Schmidlin blev 1910 extra ordinarie och 1915 ordinarie professor i kyrkohistoria i Münster. Han kom att bli en övertygad motståndare till nazismen, vilket föranledde hans gripande.